# Gnathium texanum
Gnathium texanum är en skalbaggsart som beskrevs av Horn 1870. Gnathium texanum ingår i släktet Gnathium och familjen oljebaggar. Inga underarter finns listade i Catalogue of Life.